# Hlavná ulica (Košice)
De Hlavná ulica (vertaald: Hoofdstraat) is de centrale straat in het oude stadscentrum (Staré Mesto) van de Slowaakse stad Košice. Ze is daar de thuisbasis van het merendeel der historische monumenten. Het noordelijke uiteinde grenst aan het "Plein van de Vredesmarathon" (Slowaaks: Námestí Maratónu mieru) en het zuidelijke uiteinde grenst aan de viersprong bij het "Bevrijdersplein" (Slowaaks: Námestí osloboditeľov).
Deze brede straat is voorbehouden aan voetgangers. Op drie plaatsen is een groenzone ingericht, telkens met een fontein:
- nabij de Sint-Michielskerk, tegenover het aartsbisschoppelijk paleis,
- tussen de Urbanustoren en de zuidelijke kant van het staatstheater, en
- aan de noordelijke kant van het staatstheater.

De grootste waterbron is de zogenaamde "Zingende fontein" (vlak bij de schouwburg).
De huidige straat was oorspronkelijk een grote open middeleeuwse plek. De spilvormige plattegrond uit die tijd is bewaard gebleven.

## Ontwikkeling van de straatnaam
Gedurende de middeleeuwen was de straatnaam variabel, maar de varianten duiden alle aan dat de plaats in die tijd was opgevat als een plein: Platea Circulus, Ring, Theatrum, Forum...
Stadskaarten uit de 18e eeuw illustreren een evolutie naar de huidige benaming: "Platea principalis" en later ook de Duitse equivalent: "Haupt Gasse" en de Hongaarse: "Fő utcza".
Košice maakte tot het einde van de Eerste Wereldoorlog (1914-1918) deel uit van Hongarije. Bij het einde van de oorlog ging in toepassing van het Verdrag van Trianon de stad over naar de nieuw te creëren staat : Tsjecho-Slowakije. De oorspronkelijke Hongaarse naam Fő utcza werd toen in het Slowaaks vertaald: Hlavná ulica.
In 1933 werd de straat hernoemd ter nagedachtenis van generaal Milan Rastislav Štefánik (21 juli 1880 - 4 mei 1919). Naderhand, tijdens de agitatie door de Hongaarse paramilitaire Horthy-garde, was de Hongaarse naam opnieuw een tijdje in gebruik. Maar na de Tweede Wereldoorlog verwees de naam opnieuw, gedurende vier jaar, naar generaal Štefánik.
In de zomer van 1949 werd de straat door de communistische autoriteiten ter herdenking van Vladimir Lenin omgedoopt tot Vladimír Iľjič Lenin-straat. Ten slotte werd op 1 juli 1990 de naam hersteld naar Hlavná ulica.

## Monumentale bouwwerken
- Sint-Elisabethkathedraal
- Sint-Michielskerk
- Sint-Antonius van Paduakerk
- Urbanustoren
- Staatstheater
- Immaculata
- Forgác's Paleis (thans: "Gebouw van de Wetenschappelijke Bibliotheek")
- Aartsbisschoppelijk paleis
- Comitaatshuis
- Oud stadhuis
- Hotel en café Slávia
- Huis van Levoča
- Premonstratenzerkerk
- Paleis Andrássy
- Hadik-Barkóczy's Paleis
- Paleis Csáky-Dezőfi
- Ooit stroomde door de Hlavná ulica een beek Čermeľský potóčik die mettertijd overdekt werd en zodoende een ondergronds parcours kreeg. In de jaren 1995-1996 werd -tijdens het burgemeesterschap van Rudolf Schuster- in het wegdek een kunstmatige waterloop als imitatie van die beek aangelegd.

## Afbeeldingen

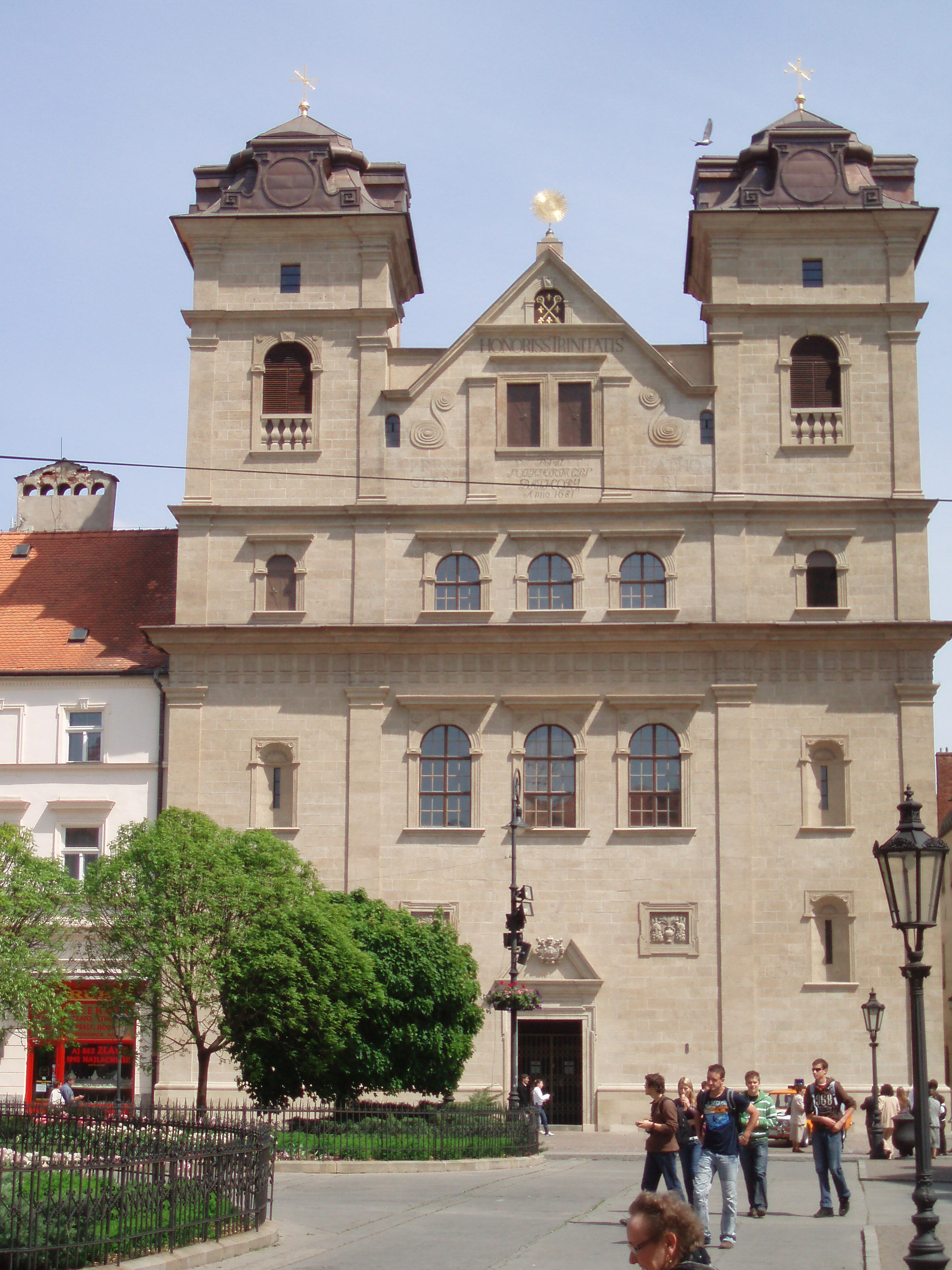
Premonstratenzerkerk.
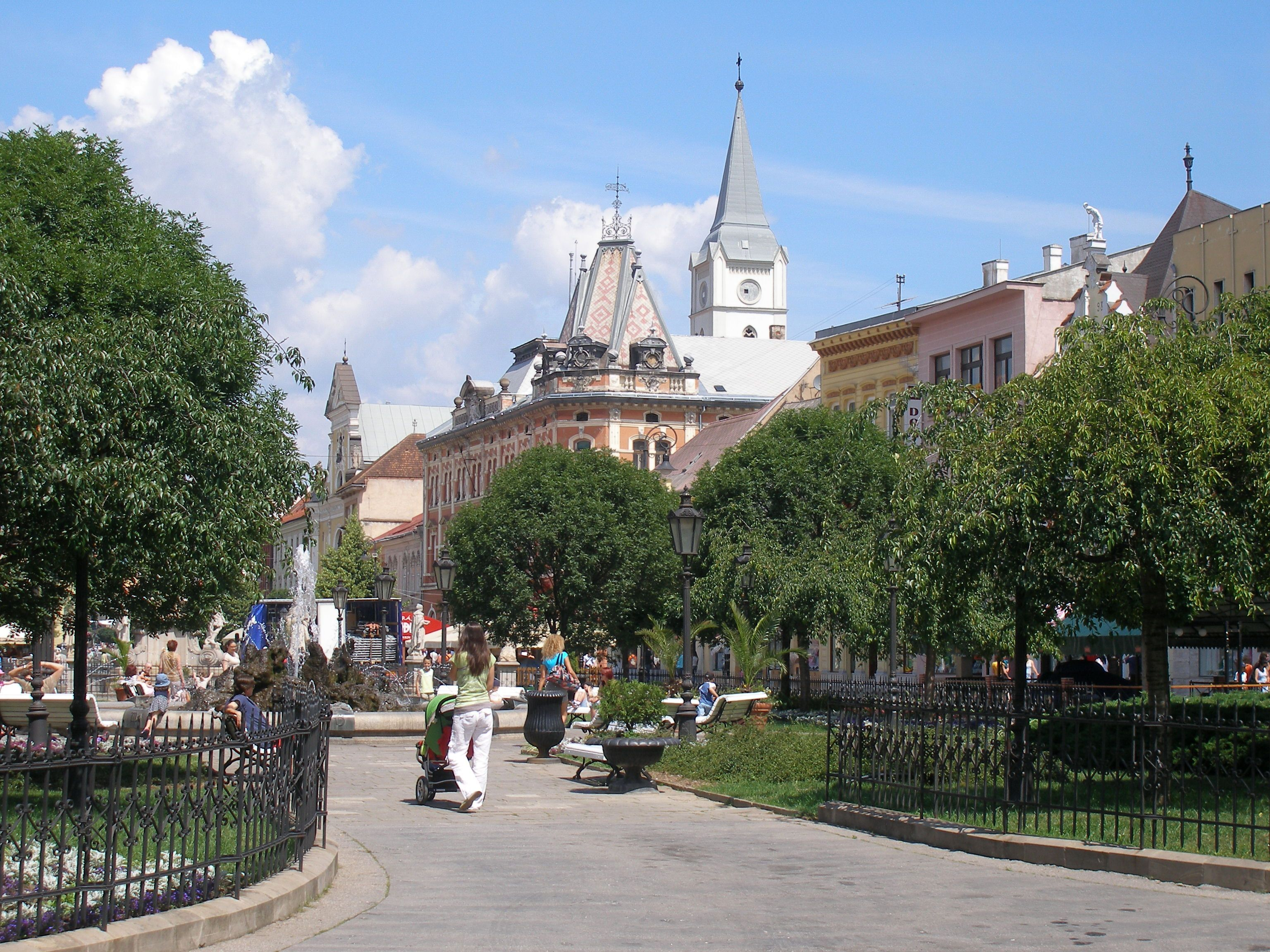
Op de voorgrond: parkjes en fonteinen. Op de achtergrond: de Sint-Antonius van Paduakerk.
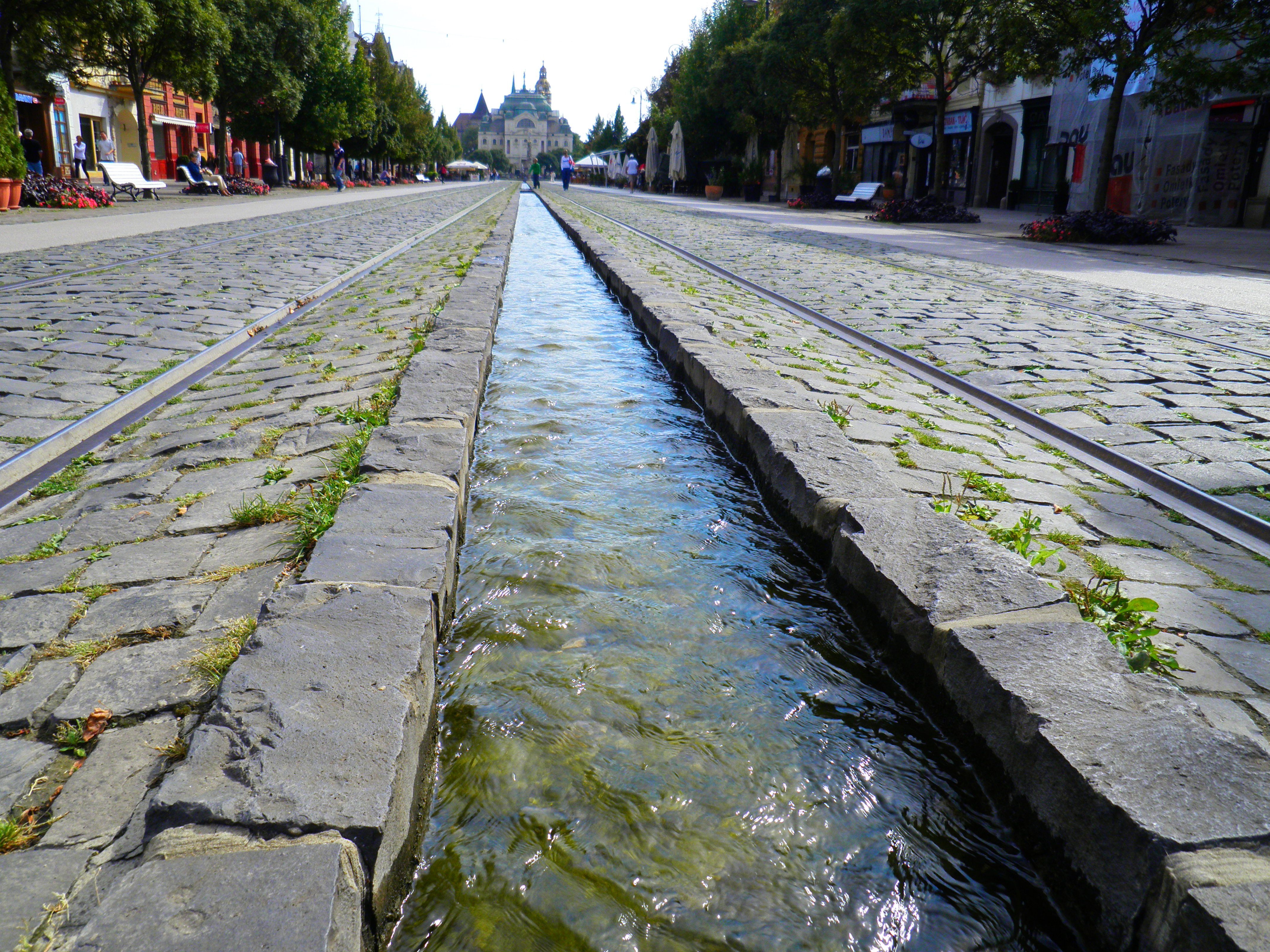
Een kunstmatige waterloop is in het midden van de straat aangelegd als herinnering aan de beek Čermeľský potóčik die destijds overdekt werd, en thans ondergronds loopt. Op de achtergrond ziet men het staatstheater.
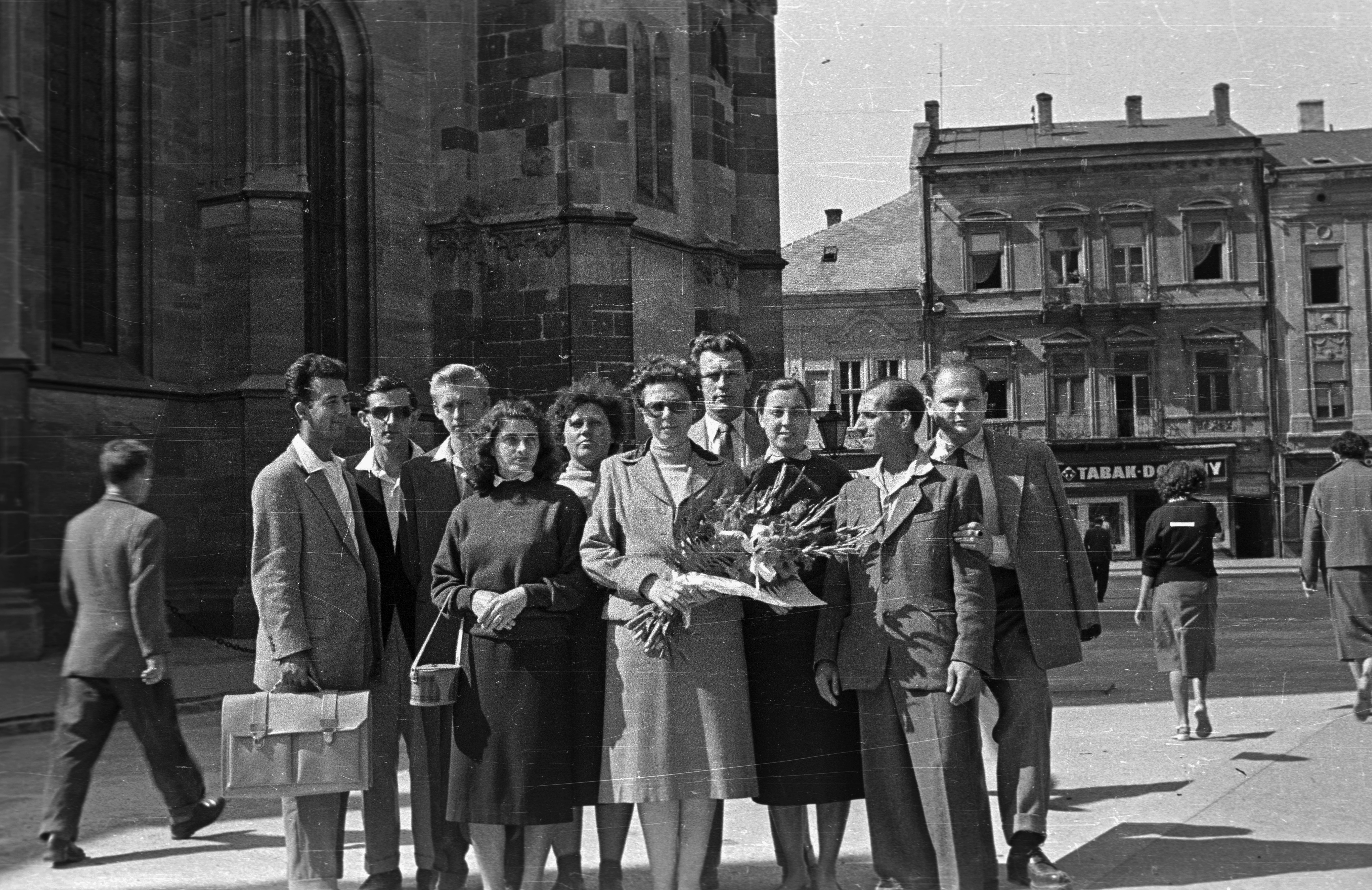
Sfeerbeeld omstreeks 1956.